# جیسون تیتوم
جیسون کریستوفر تیتوم  (زاده  ۳ مارس ۱۹۹۸)، بازیکن آمریکایی شاغل در تیم بوستون سلتیکس در ان‌بی‌ای می‌باشد. تیتم پس تبدیل شدن به بازیکن پنج ستاره در مسابقات بسکتبال دانشگاهی آمریکا به کالج دوک رفت. تیتم خودش را برای درفت ان‌بی‌ای ۲۰۱۷ واجد شرایط اعلام کرد و به عنوان پیک سوم سراسری توسط بوستون سلتیکس انتخاب شد.

## سابقه دبیرستان
او در فصل اول حضورش در چمینید  میانگین ۱۳٫۳ امتیاز و ۶٫۴ ریباند را ثبت کرد و چند جایزه برد. در فصل دوم حضورش در سال ۲۰۱۴، او میانگین ۲۶٫۰ امتیاز و ۱۱٫۰ ریباند طی هر بازی را ثبت کرد. در فصل سوم حضورش در مسابقات، او میانگین ۲۵٫۹ امتیاز و ۱۱٫۷ ریباند و ۳٫۴ پاس منجر به گل را ثبت کرد . در آخرین سال دبیرستان، او با درخشش در مسابقات میانگین ۲۹٫۶ امتیاز و ۹٫۱ ریباند را برجا گذاشت. 

## سابقه دانشگاهی

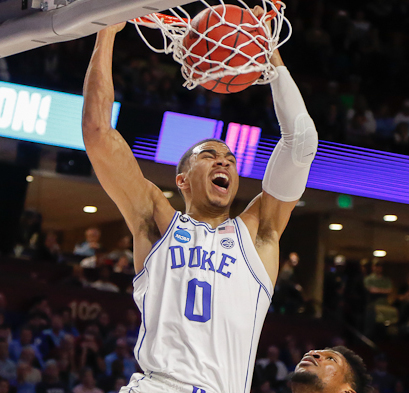
جیسون تیتوم در دوران بازی برای تیم دانشگاه دوک در فصل ۲۰۱۷-۲۰۱۶

تیتوم یک پنج ستاره در مسابقات بود و به عنوان یکی از بازیکنان برتر در کلاس ۲۰۱۶ شناخته می‌شود. او توسط ای‌اس‌پی‌ان سومین بازیکن برتر کلاس ۲۰۱۶ بعد از هری گیلز و جاش جکسون نامیده شد.    او با کالج دوک وارد مسابقات بسکتبال دانشگاهی شد.  
در ۴ ژانویه ۲۰۱۷ او ۱۹ امتیاز در روز پیروزی مقابل دانشگاه جورجیا تکنولوژی بدست آورد. در ۷ ژانویه او ۲۲ امتیاز و ۶ ریباند برای شکست تیم دانشگاه بوستون کسب کرد. در ۱۵ فوریه، تیتوم ۲۸ امتیاز و ۸ ریباند در روز پیروزی مقابل ویرجینیا بدست آورد. دوک به همراه تیتوم به فینال مسابقات رسید و او در فینال ۱۹ امتیاز و ۸ ریباند کسب کرد و کالج دوک قهرمان مسابقات شد. او طی این مسابقات، در ۲۹ بازی، میانگین ۱۶٫۸ امتیاز و ۷٫۳ ریباند و ۲٫۱ اسیست و ۱٫۳ توپ ربایی به همراه ۴۵٪ پرتاب منطقه ای موفق و ۸۴٪ پرتاب آزاد را ثبت کرد. 
پس از قهرمانی، تیتوم علاقه خود برای حضور در درفت ان‌بی‌ای ۲۰۱۷ را اعلام کرد، جایی که وی به عنوان پیک‌های دور اول انتخاب شد. 

## سابقه حرفه‌ای

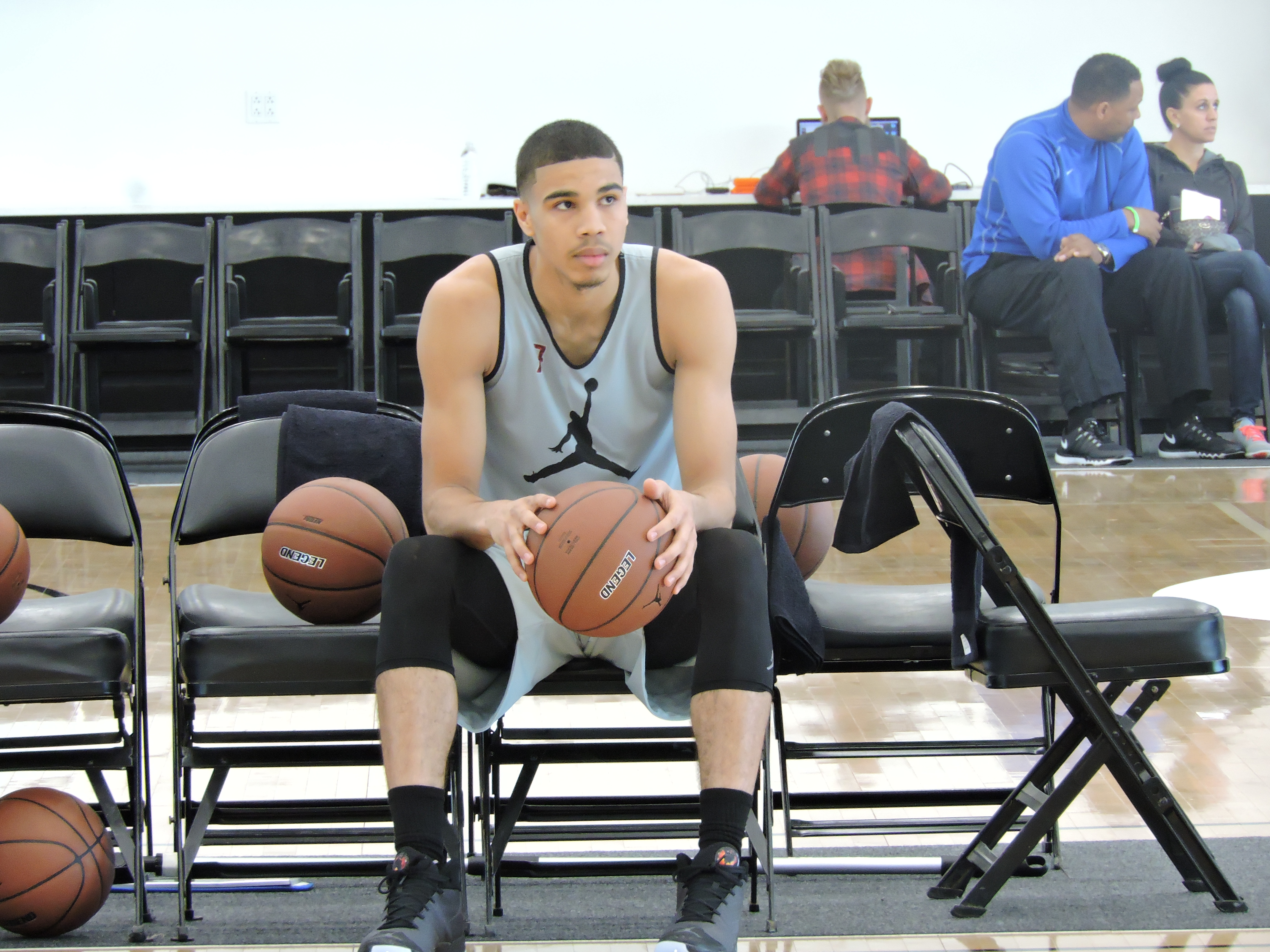
جیسون تیتوم

### بوستون سلتیکس (۲۰۱۷-تاکنون)
در ۲۲ ژوئن ۲۰۱۷، تیتوم به عنوان پیک سوم در دور نخست درفت ان‌بی‌ای ۲۰۱۷ توسط بوستون سلتیکس، همانند دیگر اسمال فوروارد تیم، جیلین براون که در درفت سال پیش به عنوان پیک سوم انتخاب شد. طی مسابقات تابستانی ان‌بی‌ای ۲۰۱۷ در یوتا، تیتوم با کسب ۱۸٫۷ امتیاز و ۹٫۷ ریباند و ۲٫۳ توپ ربایی و ۲٫۰ پاس منجر به گل عملکرد خوبی از خود نشان داد. بعد از آن، در لاس وگاس، تیتوم همانند نتیجه قبلی، میانگین ۱۷٫۷ امتیاز و ۸٫۰ ریباند و ۱٫۰ اسیست و ۰٫۸ بلاک را در سه بازی ای که به او رسید ثبت کرد. در نتیجه، او یکی از افراد منتخب تیم دوم لیگ تابستانی ۲۰۱۷ به همراه بازیکنانی چون کایل کوزما انتخاب شد. 
تیتوم در اولین بازی خود در اتحادیه ملی بسکتبال، در روز شکست مقابل کلیولند کاوالیرز با ۱۴ امتیاز و ۱۰ ریباند دبل-دبل کرد. 